# Yasue Funayama
Yasue Funayama (舟山 康江, Funayama Yasue), née le 26 mai 1966, est une personnalité politique japonaise, représentant la préfecture de Yamagata à la chambre des conseillers du Japon pour le Parti démocrate du Japon, puis pour le Parti démocrate du peuple. Elle entre au gouvernement Hatoyama en 2009, au poste de secrétaire parlementaire chargée de l'Agriculture, des Forêts et de la Pêche. 

## Jeunesse, études et carrière pré-électorale
Funayama naît le 26 mai 1966 à Koshigaya, dans la préfecture de Saitama. Elle passe la majorité de ses vacances dans la ville agricole d'Asahikawa, ce qui la sensibilise au monde de l'agriculture, à la protection de la nature et de la biodiversité. Elle effectue ses études supérieures à la faculté agricole de l'université de Hokkaidō. Elle commence sa carrière professionnelle en tant que bureaucrate au sein du Ministère de l'Agriculture, des Forêts et de la Pêche en 1990. 

## Carrière électorale

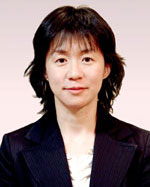
Portrait de Funayama en 2009 diffusé à l'occasion de sa nomination au gouvernement Hatoyama.

Funayama tente sa première incursion en politique en 2004, et annonce sa candidature aux élections à la chambre des conseillers du Japon de la même année (en), soutenue par le Parti démocrate du Japon dans la circonscription électorale de Yamagata, mais sans succès. Elle candidate de nouveau en 2007, pour la même fonction, et est cette fois élue, faisant ainsi son entrée à la Diète du Japon,. Elle rejoint le gouvernement Hatoyama en 2009, au poste de secrétaire parlementaire chargée de l'Agriculture, des Forêts et de la Pêche.
Funayama annonce sa démission du PDJ en 2012, sur fond de désaccord de la relance de la centrale nucléaire d'Oi. Elle fonde en 2012 le parti du Vent vert (en), avec Akiko Kamei et Kuniko Tanioka, d'autres conseillères dissidentes, un parti d'opposition axé autour de positions progressistes, d'écologie politique, de l'opposition au nucléaire, de l'opposition à l'accord de partenariat transpacifique et une réforme du système politique japonais en général,.
Elle perd les élections à la Chambre des conseillers du Japon de 2013, d'une courte marge, face à la nouvelle venue représentant le Parti libéral-démocrate Mizuho Ōnuma (ja). Funayama se représente lors des élections à la Chambre des conseillers du Japon de 2016, en tant qu'indépendante, mais représentant les différents partis d'opposition unifiés,. Elle est élue à la suite de ce scrutin.
Funayama rejoint en 2020 le parti formé par Yūichirō Tamaki, le Parti démocrate du peuple, et devient la directrice du comité de recherche politique du parti. C'est sous cette étiquette qu'elle se présente aux élections à la chambre des conseillers du Japon de 2022, scrutin où elle reçoit également le soutien de la gouverneure de la région Mieko Yoshimura. Elle remporte cette élection d'une courte avance, et conserve son poste à la Diète. La même année, elle est nommée la présidente du groupe parlementaire du PDP à la chambre des conseillers.

## Prises de positions
Yasue Funayama s'oppose à une révision de la constitution du Japon. Elle est également très fermement opposée à l'utilisation de l'énergie nucléaire, qu'elle soit militaire ou civile, et souhaite favoriser grandement les énergies renouvelables. Funayama est également une fervente opposante à l'accord de partenariat transpacifique, par rejet du néolibéralisme, estimant que cet accord favorisera les grandes multinationales au détriment des entreprises locales.
Sur des questions sociétales, elle se déclare favorable à l'ouverture du mariage aux couples homosexuels, et à la mise en place d'un système de quotas en politique afin de favoriser les femmes. Sur les sujets relatifs à la famille impériale, elle annonce être favorable à l'ascension au trône du Japon d'une femme, et déclare souhaiter que les femmes de la famille impériale conservent leurs titres, même après leurs mariages.

## Vie privée
Funayama est mariée et mère de trois enfants.